# Micro-serveur Minitel

Page Vidéotex. Liste des micro-serveurs - province

Un Micro-serveur Minitel, communément appelé serveur RTC, est un serveur accessible par un Minitel via le Réseau Téléphonique Commuté et non par le réseau Transpac.
Au début des années 1980 sont apparus en France des micro-serveurs Minitel créés et animés par des passionnés, souvent adolescents ou étudiants férus d'informatique. Ils représentaient un autre aspect du paysage télématique français, à la marge des grands services tels que l'Annuaire Électronique ou les services Kiosques en 3615 s'appuyant sur Transpac et représentant l'essentiel du trafic. Ces micro-serveurs étaient accessibles par le réseau téléphonique commuté classique, aussi abrégé en RTC, c'est-à-dire en composant des numéros de téléphone à 7 ou 8 chiffres (10 à partir de 1996).
Ils sont le pendant français des Bulletin board system et peu répandus à l'étranger en raison des standards utilisés.

## Technologie
Ces micro-serveurs pouvaient être soit monovoie (un seul utilisateur pouvait se connecter à la fois), ou multivoie (plusieurs utilisateurs en simultané). Les contraintes pour exploiter un serveur multivoie étaient nombreuses : nécessité d'avoir autant de lignes téléphoniques entrantes que de voies simultanées, nécessité d'avoir autant de modems, et en particulier un micro-ordinateur sur lequel on pouvait tous les raccorder (c'est-à-dire la nécessité de disposer de plusieurs ports série de type RS-232). Finalement, il fallait avoir un logiciel serveur multivoie, ce qui nécessitait généralement un système d'exploitation multitâche - encore rare à l'époque.
Ces micro-serveurs fonctionnaient généralement sur des micro-ordinateurs de type Apple II, Oric, Commodore 64, puis dans un second temps Oric Telestrat,, Compatibles PC, Atari ST, Amstrad CPC, et Amiga. Ils utilisaient soit un modem dédié, soit le Minitel en mode retourné en guise de modem (ce qui avait l'avantage d'être un modem gratuit).
Certains micro-serveurs utilisaient un logiciel développé spécifiquement, alors que d'autres utilisaient des progiciels destinés à cet usage, tels que Einstel, Multi M (PC), Onyx (PC), StormTel (Apple II/IIgs), Pom_Link (Apple II/IIgs et Mac) ou encore Stut One (Atari ST).

## Contenu
Ces serveurs pouvaient proposer divers services : messagerie en direct, ou en différé via un système de boîtes à lettres électroniques, forums de discussion thématiques, jeux, actualités locales, galerie graphique Videotex, téléchargement de logiciels, etc.

## Notoriété
Leur existence était connue :
- par le bouche-à-oreille, des numéros de téléphone laissés sur d'autres micro-serveurs,
- par des affiches ou des flyers déposés dans les lieux publics,
- par l'annuaire de l'Amiserv[11],[12],
- par la presse informatique (Hebdogiciel, SVM, ST Magazine, Joystick) ou dédiée à la télématique (Le Télémateur Illustré, articles de Philippe-Charles Nestel)[13].

## Les micro-serveurs Minitel aujourd'hui
L'utilisation de protocoles standards (V.23 et Videotex/T.100 Option 2), l'accès aisé au matériel et le très faible coût des lignes téléphoniques actuelles permet de relancer des micro-serveurs encore aujourd'hui. L'évolution technologique permet également que les serveurs Minitel soient, pour certains, également accessibles via le réseau internet, par connexion websocket/telnet. Ces connexions peuvent se réaliser avec un Minitel équipé d'un boitier connecté à base d'ESP32 relié à la prise péri-informatique du terminal, ou via l'utilisation d'un émulateur en ligne.

## Liste de Micro-serveurs
Quelques exemples de micro-serveurs, classés par date d'apparition (et ceux ouverts actuellement au 1er trimestre 2023) :
| Nom                       | Ouverture    | Accès                | Type de matériel                                           | Opérateur                                          | État (ouvert/fermé)   | Remarque |  |
| ------------------------- | ------------ | -------------------- | ---------------------------------------------------------- | -------------------------------------------------- | --------------------- | --- |  |
| Computel,                 | 1984 et 2017 | Mono/multivoie       | Apple IIe                                                  | Christian Quest                                    | Fermé                 | Basé sur Cristel. Numéro : 889 73 00 puis (1) 43 97 33 33 (Val-de-Marne) 01 8421 8116 (à nouveau en monovoie, toujours sur Apple IIe depuis le 15 septembre 2017) |  |
| ADN,                      | 1984         | Monovoie             | Commodore 64                                               | Jean-Jacques Conné (Falken), Sébastien Mougey      | Fermé 1988            | Premier jeu d'arcade (mur de briques) & fonction "vocal" avec sélection de sketchs à écouter. |  |
| La Flibuste               | 1984         | Monovoie             | Apple ][+ puis Atari ST                                    | William Dodé                                       | Fermé 1989            | 42 04 23 66 (Roquevaire). Développé en 6502 sur Apple puis 68000 sur Atari puis en C (sous Minix). Utilisation du modem du minitel retourné. Forums sur le piratage et dialogue en direct avec le sysop. |  |
| ID-TEL                    | 1984 ?       | Multivoie            | PC                                                         | MAD ESC                                            | Fermé 198x            | Basé à Paris. |  |
| Le Trognon                | 1984 ?       | Monovoie             | Apple II+                                                  | D.Minaca                                           | Fermé 1988            | 60 68 95 98 (Seine & Marne). Basic Apple Soft + carte SSC + Minitel "retourné" puis basé sur Cristel |  |
| APC                       | 1985         | Monovoie             | Amstrad CPC                                                | ?                                                  | Fermé 198x            | ? |  |
| Apple & Moi               | 1985         | Monovoie             | Apple IIe                                                  | A. Lafargues                                       | Fermé 198x            | Logiciel Télépom (Boulogne) |  |
| Aventel                   | 1985         | Monovoie ?           | Goupil 3                                                   | ?                                                  | Fermé 198x            | (Talence) |  |
| Cider 1                   | 1985         | Monovoie             | Apple IIe                                                  | E. Teysseyre                                       | Fermé 198x            | Logiciel Télépom (Bellegarde) |  |
| Cosmos 6502               | 1985         | Monovoie             | Apple IIe                                                  | JM. Danton (bigmac) & L. Dumonteil (orlik)         | Fermé 198x            | Basé sur Cristel (Val-de-Marne) |  |
| Ellis                     | 1985         | Monovoie             | Oric Atmos, puis Oric Telestrat, puis Atari ST             | Bruno Dassas (bRuNo)                               | Fermé 1992            | Basculement en 1992 vers un multivoie sur Macintosh sous protocole FirstClass pour Mac et PC. Basé à Puteaux. |  |
| Euclide                   | 1985         | Monovoie             | Apple IIe                                                  | Louis Thoumin                                      | Fermé 1990            | 43 71 28 18. Basé sur Cristel (Paris) Section cachée dédié aux catacombes de Paris (RDV, Plans, etc) |  |
| Flashtel                  | 1985         | Monovoie             | Apple IIe                                                  | JC. Michot                                         | Fermé 198x            | Logiciel Télépom (Courbevoie) |  |
| Kaezo                     | 1985         | Monovoie             | Apple IIe                                                  | F. Delmas                                          | Fermé 198x            | Logiciel Télépom (Maisons-Laffitte) |  |
| KISS                      | 1985         | Monovoie             | ?                                                          | JM. Chauvel                                        | Fermé 198x            | (Paris) |  |
| Marketsport               | 1985         | Monovoie             | Apple IIe                                                  | ?                                                  | Fermé 198x            | Logiciel Fakir |  |
| Mestel                    | 1985         | Monovoie             | Apple IIe                                                  | P. Parriaux                                        | Fermé 198x            | ? |  |
| Phan Service              | 1985         | Monovoie             | Apple IIe                                                  | P. Voisin                                          | Fermé 198x            | Basé sur Cristel (Paris) |  |
| Phoenix                   | 1985         | Monovoie             | Apple IIe                                                  | E. Lanzman                                         | Fermé 198x            | Logiciel Télébasic |  |
| Pom pom pom               | 1985         | Monovoie             | Apple IIe                                                  | Denis Mante (Goldy)                                | Fermé 1987            | Boites aux lettres, forums. Basé sur un logiciel propriétaire spécifiquement développé pour un modem Digitelec DTL 2000. Ancêtre de 3614 PRIVI, lui-même papa de 3614 NESS / 3615 ELIOTT. |  |
| Transmitel puis BigApple  | 1985         | Monovoie             | Apple IIe                                                  | Eric Azria / Patrick Dumoulin                      | Fermé 198x            | 91 76 21 91 (Marseille) |  |
| Au bon bug                | 1986         | Monovoie             | Commodore 128                                              | Hervé Warin                                        | Fermé 1992            | 34 90 00 44. Trois versions 8 bits (la dernière était faite avec Canal, en CP/M et directement dérivée de la dernière version d'EDTA) |  |
| EDTA                      | 1986         | Mono, puis multivoie | Amstrad CPC puis CP/M Plus                                 | Alexandre Montaron (CANAL)                         | Fermé 1996            | Né le 20 février 1986 sous le nom PIRATELL, il prend le nom de EDTA le 30 novembre 1986. Passage en multivoie (3 voies) en 1990 sous CP/M Plus. Arrêt le 27 juin 1996. |  |
| ORIC-CLUB                 | 1986         | Mono, puis multivoie | Oric Atmos ?                                               | JFW                                                | Fermé 1987            | 3 voies |  |
| Pinky                     | 1986         | Monovoie             | Oric Telestrat, puis Atari ST                              | Godefroy Troude (God)                              | Fermé 1992            | Ouverture juin 1986 sur Telestrat, puis réécriture en 1989 sur Atari ST. 45 03 37 32. Basé à Paris. |  |
| Damned!                   | 1986 ?       | Mono, puis Multivoie | Oric Telestrat puis PC                                     | E. Daudon (Damned!)                                | Fermé 1995            | Telestrat puis logiciel Maison (Basé à Rosny sous Bois - Seine-Saint-Denis) |  |
| Florida / Servapple / EVE | 1986 ?       | Monovoie             | Apple IIe + carte Appletell                                | Xavier Rey-Robert                                  | Fermé 198?            | 91 75 35 91 (Marseille) puis 91 75 63 56 |  |
| Étoile                    | 1986 ?       | Monovoie             | ?                                                          | ETOILE                                             | Fermé 198x            | 43 22 59 26. Une des rares (sinon la seule) Sysopette du réseau ! |  |
| Chips                     | 1986 ?       | Monovoie             | ?                                                          | ?                                                  | Fermé 199x            | 47 66 52 53 |  |
| Everest                   | 1986 ?       | Monovoie             | ?                                                          | ?                                                  | Fermé 199x            | 43 97 33 33 |  |
| Futura                    | 1986 ?       | Monovoie             | ?                                                          | ?                                                  | Fermé 199x            | 45 00 30 15 |  |
| Guépard                   | 1986 ?       | Monovoie             | ?                                                          | ?                                                  | Fermé 199x            | 43 66 83 80 |  |
| Lutin Vert                | 1986 ?       | Monovoie             | ?                                                          | ?                                                  | Fermé 199x            | 46 44 51 37 |  |
| Mic pat                   | 1986 ?       | Monovoie             | ?                                                          | ?                                                  | Fermé 199x            | 69 40 82 56 |  |
| Troll-Res / ATV           | 1986 ?       | Monovoie             | ?                                                          | ?                                                  | Fermé 199x            | 45 47 99 99 |  |
| Ulisse                    | 1986 ?       | Monovoie             | ?                                                          | ?                                                  | Fermé 199x            | 42 04 33 74 |  |
| JCA                       | 1987 et 2017 | Multivoie            | Macintosh (68k)                                            | Christian Quest                                    | Fermé                 | Numéro : (1) 43 97 33 33 (Val-de-Marne) 01 8421 8115 (depuis le 23 septembre 2017) |  |
| Anaconda                  | 1987         | Monovoie             | Commodore 64                                               | Franck Beulé (Cobra)                               | Fermé 1991            | 47 55 99 09. Également serveur de l'association du Cercle Qui Ne Tourne Pas Rond (CQNTPR) |  |
| Dowel                     | 1987         | Monovoie             | Atari ST                                                   | Nisargada                                          | Fermé 1989            | 45 61 07 12. Ouvert fin 1987 et fermé fin 1989. |  |
| Telstar                   | 1987         | Monovoie             | Oric Telestrat                                             | Laurent Chiacchierini (TELSTAR)                    | Fermé 1993            | 42 28 07 77. Lancé le 2 août 1987. Remplacé par Orictel, le serveur du Club Europe Oric. |  |
| Arthur                    | 1988         | Monovoie             | PC                                                         | ?                                                  | Fermé 199x            | 48 98 55 48 |  |
| AppleCom                  | 1988         | Monovoie             | ?                                                          | ?                                                  | Fermé 199x            | 60 16 76 86 18h/8h |  |
| Aristote                  | 1988         | Monovoie             | ?                                                          | ?                                                  | Fermé 199x            | 43 08 11 40 |  |
| Banzai                    | 1988         | Monovoie             | ?                                                          | ?                                                  | Fermé 199x            | 64 94 43 42 |  |
| Best                      | 1988         | Monovoie             | ?                                                          | BEST                                               | Fermé 199x            | 40 22 01 56. Appelé aussi "Epsilon one", "Epsilon 2". Le serveur a fréquemment changé de nom. |  |
| BIG-BANG                  | 1988         | Monovoie             | TO9+                                                       | JFW                                                | Fermé 1988            | 45 33 29 43, le week-end |  |
| Bistropolis               | 1988         | Monovoie             | ?                                                          | ?                                                  | Fermé 199x            | 42 24 51 20. 8h/24h |  |
| Denim                     | 1988         | Monovoie             | ?                                                          | ?                                                  | Fermé 199x            | 43 99 94 58 |  |
| Genesis                   | 1988         | Monovoie             | ?                                                          | ?                                                  | Fermé 199x            | 47 22 01 46 |  |
| Greg&Samu                 | 1988         | Monovoie             | ?                                                          | ?                                                  | Fermé 199x            | 47 35 60 95 |  |
| JVC                       | 1988         | Monovoie             | ?                                                          | ?                                                  | Fermé 199x            | 34 15 31 21 15h/1h |  |
| Kheops                    | 1988         | Monovoie             | ?                                                          | ?                                                  | Fermé 199x            | 45 07 85 03 |  |
| LINN                      | 1988         | Monovoie             | Apple IIe                                                  | TRICKY                                             | Fermé 199x            | 45 44 42 24 |  |
| Serdeco                   | 1988         | Monovoie             | ?                                                          | ?                                                  | Fermé 199x            | 64 96 20 98 |  |
| Sesame                    | 1988         | Monovoie             | ?                                                          | ?                                                  | Fermé 199x            | 48 06 57 59 |  |
| Sgt Flam's                | 1988         | Monovoie             | ?                                                          | ?                                                  | Fermé 199x            | 39 55 84 59 |  |
| Smigus                    | 1988         | Monovoie             | ?                                                          | ?                                                  | Fermé 199x            | 47 47 10 27 |  |
| Spacetel                  | 1988         | Monovoie             | ?                                                          | ?                                                  | Fermé 199x            | 47 24 61 90 23h/7h |  |
| STRATOS                   | 1988         | Monovoie             | Oric Telestrat ?                                           | JFW                                                | Fermé 199x            | |  |
| SUN                       | 1988         | Monovoie             | PC                                                         | TRICKY                                             | Fermé 199x            | 42 28 03 95. Ex. BIGTEL17 |  |
| Utopia                    | 1988         | Monovoie             | ?                                                          | ?                                                  | Fermé 199x            | 42 47 06 11 |  |
| Welcom                    | 1988         | Monovoie             | ?                                                          | ?                                                  | Fermé 199x            | 47 81 28 57 |  |
| Bug's Bunny               | 1988 ?       | Monovoie             | Atari ST                                                   | N                                                  | Fermé 199x            | 46 22 87 36 |  |
| HACKER                    | 1988 ?       | Multivoie            | ?                                                          | Joher                                              | Ouvert Uniquement WEB | Internet (via Navigateur) : http://www.3614hacker.fr/ |  |
| MINISTRAT                 | 1988 ?       | Monovoie             | Oric Telestrat ?                                           | DAN                                                | Fermé 199x            | "Le serveur Oric de Marseille" |  |
| CLOP/PEGASE               | 1989         | Mono, puis bi-voie   | Atari ST                                                   | Claude Simonnet                                    | Fermé 1995            | Monovoie de nuit uniquement, puis bi-voie 24h/24. Sous logiciel Stut One. |  |
| KEVIUS                    | 1989         | Mono, puis bi-voie   | Atari ST                                                   | Frederick Guerin (Kevius)                          | Fermé 1992            | Transformation en 1992 vers le BBS Nostromo. |  |
| SIGMA                     | 1989         | Monovoie             | Oric Telestrat                                             | Jean-Marie Hoy (Sepp)                              | Fermé 1995            | |  |
| Amstrad Tel               | 1990         | Monovoie             | Amstrad CPC                                                | ?                                                  | Fermé 199x            | 34 22 09 22 |  |
| CIA                       | 1990 ?       | Monovoie             | ?                                                          | ?                                                  | Fermé 199x            | 42 05 46 47 |  |
| Elric                     | 1990 ?       | Monovoie             | ?                                                          | ?                                                  | Fermé 199x            | 30 99 51 46 |  |
| Fab Four                  | 1990 ?       | Monovoie             | ?                                                          | ?                                                  | Fermé 199x            | 34 62 05 08 |  |
| Fractal                   | 1990 ?       | Monovoie             | ?                                                          | ?                                                  | Fermé 199x            | 48 57 93 23 |  |
| Freeland                  | 1990 ?       | Monovoie             | ?                                                          | ?                                                  | Fermé 199x            | 48 29 72 79 |  |
| Fox                       | 1990 ?       | Monovoie             | ?                                                          | ?                                                  | Fermé 199x            | 42 53 53 62 |  |
| Microcom                  | 1990 ?       | Monovoie             | ?                                                          | ?                                                  | Fermé 199x            | 60 83 49 72 |  |
| Mictel                    | 1990 ?       | Monovoie             | ?                                                          | ?                                                  | Fermé 199x            | 48 35 23 84 |  |
| Midnight express          | 1990 ?       | Monovoie             | ?                                                          | ?                                                  | Fermé 199x            | 42 93 73 27 |  |
| Monky                     | 1990 ?       | Monovoie             | ?                                                          | ?                                                  | Fermé 199x            | 43 38 36 99 |  |
| Music                     | 1990 ?       | Monovoie             | ?                                                          | ?                                                  | Fermé 199x            | 48 90 71 80 |  |
| Scorpion                  | 1990 ?       | Monovoie             | ?                                                          | ?                                                  | Fermé 199x            | 42 55 08 73 |  |
| SDE                       | 1989         | Multivoie (8)        | PC sous DOS et Minix                                       | Alexandre Morette-Bourny                           | Fermé 1992            | 43 36 87 00 A l'origine un projet étudiant, SDE offrait de nombreuses fonctions : chat, forums, jeux d'action et de réflexion, articles et tutos.... Près de 1500 personnes se connectaient chaque jour sur les 8 voies qu'offrait le serveur.                                                                            |  |
| SonyTel                   | 1990 ?       | Monovoie             | ?                                                          | ?                                                  | Fermé 199x            | 43 74 70 86 |  |
| Sygmatel                  | 1990 ?       | Monovoie             | ?                                                          | ?                                                  | Fermé 199x            | 48 81 69 18 |  |
| Tease                     | 1990 ?       | Monovoie             | ?                                                          | ?                                                  | Fermé 199x            | 45 75 42 01 |  |
| The Count                 | 1990 ?       | Monovoie             | ?                                                          | ?                                                  | Fermé 199x            | 48 37 33 43 |  |
| Tropic                    | 1990 ?       | Monovoie             | ?                                                          | ?                                                  | Fermé 199x            | 48 38 49 02 |  |
| Videom                    | 1990 ?       | Monovoie             | ?                                                          | ?                                                  | Fermé 199x            | 39 47 40 30 |  |
| Zarbi                     | 1990 ?       | Monovoie             | ?                                                          | ?                                                  | Fermé 199x            | 42 35 45 71 |  |
| Azur                      | 1990 ?       | Monovoie             | ?                                                          | ?                                                  | Fermé 199x            | 42 83 22 34 |  |
| Bumper                    | 1990 ?       | Monovoie             | PC                                                         | ?                                                  | Fermé 199x            | 42 35 01 23 |  |
| Clahude                   | 1990 ?       | Monovoie             | ?                                                          | ?                                                  | Fermé 199x            | 47 31 06 89 |  |
| CPC Serv                  | 1990 ?       | Monovoie             | Amstrad CPC                                                | ?                                                  | Fermé 199x            | 48 07 87 74 |  |
| Altaïr                    | 1991         | Multivoie            | Amstrad PC-1512 puis Amstrad 2086 et enfin PC 386DX33      | Catherine Virgitti (Cathy) & Daniel Taillon (Sq78) | Fermé 1996            | Localisé à Montigny le Bretonneux. Logiciel MultiM. À l'origine de plusieurs modules de jeux, rubriques pour agrémenter un RTC sous MultiM et d'un serveur clé en mains : SERV226 |  |
| GOLD                      | 1991         | Monovoie             | Amiga                                                      | Thierry                                            | Fermé 1996            | Localisé à Fontenay-sous-Bois. Rubriques Amiga, téléchargement, hard et soft, astronomie. |  |
| TELAIX                    | 1991 ?       | Monovoie ?           | ?                                                          | Eric ?                                             | Fermé 199x            | 49 92 19 36 Aix-En-Provence |  |
| Dynamix                   | 1992         | Monovoie             | Amiga 500 puis 1200                                        | Erl soft                                           | Fermé 199x            | Monovoie 24H/24 tournant sous Mad-le-RTC. Distributeur du KIA, Kit Internet Amiga. |  |
| EUREKA                    | 1992         | Mono, puis bi-voie   | Amstrad PC-1512                                            | Eureka                                             | Fermé 1995            | Ouvert du 20/12/1992 au 28/12/1995, localisé à Rennes, EUREKA était également associé au fanzine Casio News créé par Anthony Tardivel. |  |
| Octet Sunrise             | 1992         | Multivoie            | PC (i386 SX à 20 MHz, 4 Mo RAM, 120 Mo HDD, 8 ports série) | el Fakir                                           | Fermé 1999            | 5 voies 24/24h + console, ouvert à Lyon puis déplacé sur Strasbourg début 1997. Logiciel "maison" C++/ASM. Cocktails, poésie, salons et débats à thèmes. Ajout d'un service d'offres d'emploi/stages, bornes sur le campus d'Illkirch.                                                                                    |  |
| Abelar                    | 1992 ?       | Monovoie             | ?                                                          | ?                                                  | Fermé 199x            | 43 29 09 64 |  |
| Eden                      | 1992 ?       | Monovoie             | ?                                                          | ?                                                  | Fermé 199x            | 42 40 70 93 |  |
| Elbarjo                   | 1992 ?       | Monovoie             | Apple ][                                                   | ?                                                  | Fermé 199x            | 43 27 54 56 |  |
| Knossos                   | 1992         | Multivoie            | PC 80286 avec 12 ports RS232C                              | Onyx                                               | Fermé 199x            | 12 voies 24H/24. Communauté région lilloise |  |
| PULSAR                    | 1993         | Mono, puis multivoie | PC                                                         | Olivier Marcoux (Wizard)                           | Fermé 2005            | Monovoie de 22h à 6h puis jusqu'à 7 voies 24h/24 avec accès via Internet simultané. |  |
| LABBEJ27                  | 2024         | Monovoie             | Serveur debian 12 + Modems US Robotics + Cisco SAP112      | LABBEJ27                                           | fermé 2025            | VOIP : 02 46 83 05 53 ouvert 24/7 Repris sur la base du projet IUT Auxerre |  |
| Jelora                    | 2017         | Monovoie             | Raspberry Pi + modem V.23 fait main                        | Jelora                                             | Ouvert                | Numéro : 09 72 62 92 67 |  |
| 3615 IUT AUXERRE          | 2019         | Monovoie             | Raspberry Pi 3B + modem Minitel 2 retourné                 | Alexandre Branlard                                 | Ouvert                | VoIP : 03 58 43 51 50 Version pour ordinateur sur le site du projet Passerelle vers autre serveurs (Google, Telnet, BBS, Vidéotex...) Horaires SNCF, Prix des carburants, Jeux, Rubriques diverses... |  |
| HNS & H.Plus              | 2020         | Monovoie             | Atari STe 4160 et V23 d'un Minitel retourné                | HYTREL                                             | Ouvert                | 03 59 25 11 09. Deux serveurs : premier serveur H.Plus ouvert 24/7 et HNS uniquement le dimanche, avec MultiM pour H.+ et le logiciel STUT One 3 (pour H.N.S) sur Atari STe 4160. H.Plus: Horoscope, infos, jeux, BAL, divers services... Plein de bricoles...HNS: Boutique, actus, Guide touristique, divers services... |  |
| ZeltroNet                 | 2023         | Monovoie             | Minitel 12                                                 | ZeltroNet                                          | Ouvert                | 04 58 00 83 47. Serveur d'un Minitel 12, VoIP/OVH - Linksys PAP2T, Fibre Red-SFR, ouvert 7j/7, 24h/24. Permet de tester le serveur interne d'un Minitel 12 côté appelant. |  |
| Notel                     | 2023         | Multivoies           | Raspberry Pi 3B, Modems US Robotics                        | Noelmrtn                                           | Ouvert                | 01 83 64 51 44, ligne VoIP, ouvert 24/7 Ecrit en Golang avec minigo |  |
| MiniPavi                  | 2023         | Multivoie            | Raspberry Pi 3B, Asterisk+SoftModem                        | MiniPavi                                           | Ouvert                | Accès VoIP: 09 72 10 17 21 Accès Websocket : ws://go.minipavi.fr:8182 Accès Websocket SSL : wss://go.minipavi.fr:8181 Accès Telnet : go.minipavi.fr:516 Services déportés sur hébergements webs. Possibilité de développer son propre service Minitel. Voir site dédié: MiniPavi                                          |  |